# Knight & Day
Knight & Day (conocida en España como Noche y día y en Hispanoamérica como Encuentro explosivo) es una película estadounidense del género de la comedia y de acción, estrenada en los cines el 23 de junio de 2010. Está protagonizada por Tom Cruise y Cameron Diaz.

## Sinopsis
Roy Miller (Tom Cruise) es un agente secreto que conoce "accidentalmente" a June Havens (Cameron Diaz) en un aeropuerto en Wichita, una desdichada en el amor, a quien terminará por involucrar en una aventura para proteger una poderosa batería, clave para una fuente infinita de energía. En el trayecto, cada uno se sentirá atraído por el otro, mientras viajan a través de muchos lugares para evitar ser encontrados.

## Argumento
Al regresar a su casa en Boston, June Havens choca dos veces con Roy Miller en el aeropuerto y es trasladada a un vuelo posterior. El agente de la CIA John Fitzgerald, creyendo que ella trabaja con Roy, la vuelve a poner en ese mismo avión. Mientras ella está en el baño del avión, Roy somete a los pasajeros y la tripulación de vuelo, agentes enviados por Fitzgerald para matarlos y aterriza el avión en un campo de maíz. Drogando a la sorprendida June, advierte que los agentes vendrán tras ella.
Al despertarse en casa, June se prepara para la boda de su hermana April y se entera de que quiere vender el Pontiac GTO tri-power de 1966 de su padre, que June había planeado restaurar como regalo de bodas. Fitzgerald y sus agentes la recogen. Aparece Roy, mata a numerosos agentes en una persecución en la carretera y la rescata. Ella huye con su exnovio Rodney, un bombero, antes de que llegue Roy a un restaurante y pretenda tomar a June como rehén, disparando a Rodney en el proceso.
Roy escapa con ella y convence a June de que está más segura con él y revela que tiene el Zephyr, una nueva batería de energía perpetua; lo habían asignado para proteger a su inventor, Simon Feck, hasta que Fitzgerald intentó robar la batería para venderla por su cuenta, incriminando a Roy. En Brooklyn, June y Roy descubren que Feck se escondió antes de que lo descubran, pero le dejó a Roy una pista pintada en la pared de un contenedor de que está en los Alpes. Entonces son atacados por secuaces enviados por el traficante de armas español Antonio Quintana. Drogada de nuevo, June entra y sale de la conciencia mientras son capturadas y luego escapan a la isla aislada de Roy en el Caribe. Al aceptar una llamada de su hermana, June lleva accidentalmente a los hombres de Quintana al escondite. Al escapar del vehículo de asalto aéreo no tripulado de Quintana en un helicóptero, Roy noquea a June para evitar su miedo a volar y por estar muy alterada.
June se despierta a bordo de un tren en Austria, donde Roy se ha reunido con Simon, y juntos logran matar a Bernard, un asesino contratado por Quintana que logra seguirlos. Después de registrarse en un hotel en Salzburgo, June sigue a Roy a una reunión con Naomi, la secuaz de Quintana, donde le ofrece vender el Zephyr.
Fitzgerald y la directora de la CIA, Isabel George, encuentran a June y revelan que Roy la usó en el aeropuerto para pasar de contrabando el Zephyr más allá de la seguridad. Con el corazón roto, June los lleva al hotel. Huyendo por los tejados, Roy recibe un disparo y cae al río con el Zephyr. Simon es secuestrado de la custodia de la CIA por Fitzgerald, el verdadero traidor, para ser entregado a Quintana en España.
Al regresar a casa, June asiste a la boda de su hermana y visita una dirección que Roy había estado monitoreando, donde conoce a sus padres y descubre que su verdadero nombre es Matthew Knight. Creen que su hijo, un sargento del ejército y Eagle Scout, murió en acción y ganó varias loterías, sorteos y apuestas en los que no recuerda haber participado. Dejando un mensaje en su propio contestador automático declarando que tiene el Zephyr, los hombres de Quintana se llevan a June a Sevilla.
Drogada con un prototipo de suero de la verdad, June explica que el trato de Roy con Quintana estaba destinado a alertar a la CIA para que June regresara a casa sana y salva a tiempo para la boda. Roy rastrea a Fitzgerald, rescata a June y lleva a Quintana y sus hombres a una persecución en automóvil. Quintana es asesinado por una estampida de toros y Roy cambia a Fitzgerald y el Zephyr por Simon. Fitzgerald le dispara a Simon de todos modos, pero Roy recibe la bala. Simon revela que la batería todavía no es segura, es inestable y explota, matando a Fitzgerald.
Roy está hospitalizado en Washington D. C., donde George le dice que June se ha mudado y le da la bienvenida de nuevo a la CIA; sin embargo, el lenguaje codificado de George revela que lo matarán. June, disfrazada de enfermera, droga a Roy y lo saca del hospital. Al despertar en el GTO reconstruido, Roy y June conducen hacia el Cabo de Hornos, y sus padres reciben inesperadamente sus propios boletos allí.

## Reparto
- Tom Cruise como Matthew Knight alias "Roy Miller".
- Cameron Diaz como June Havens.
- Peter Sarsgaard como agente Fitzgerald.
- Maggie Grace como April Havens.
- Paul Dano como Simon Feck.
- Viola Davis como directora George.
- Marc Blucas como Rodney.
- Jordi Mollà como Antonio Quintana, traficante de armas español.
- Gal Gadot como Naomi.
- Falk Hentschel como el asesino Bernhard.
- Celia Weston como Molly Knight (la madre de Matthew Knight).

## Rodaje
La fotografía del filme comenzó a mediados de septiembre de 2009 en Boston y en Bridgewater, en Massachusetts. Las escenas en la terminal del aeropuerto se filmaron en el aeropuerto de Worcester, mientras que otras escenas se filmaron en Melrose y en Denver, también en Massachusetts. También las ciudades españolas de Cádiz y Sevilla fueron escenario de algunas escenas, al igual que Salzburgo en Austria. Curiosamente sitúan los encierros de San Fermín por las calles de Sevilla.

## Música
Los Black Eyed Peas hicieron el sencillo "Someday" como tema de la película.